# 페데리코 무네라티
페데리코 무네라티(이탈리아어: Federico Munerati fedeˈriːko muneˈraːti[*]; 1901년 9월 20일, 리구리아 주 라 스페치아 ~ 1980년 7월 26일, 리구리아 주 키아바리)는 이탈리아의 전 축구 선수로, 미드필더나 공격수로 활동했다.

## 클럽 경력
이탈리아 라 스페치아 출신인 무네라티는 현역 시절 대부분을 이탈리아 거함 유벤투스(1922–1933)에서 보냈는데, 그는 토리노 연고 구단에서 9년을 몸담으며 리그 우승을 4번 거두었다. 그는 노파 군단(La Vecchia Signora)의 역대 최다 득점 10위에 이름을 올렸는데, 그는 유벤투스의 경기에 도합 256번 출전해 113골을 기록했다. 그는 유벤투스를 떠난 뒤 삼피에르다레네세(1933–1934)와 피스토이에세(1934–1935)에서 각각 1년씩 보낸 뒤 현역에서 은퇴했다.

## 국가대표팀 경력
국제 무대에서, 무네라티는 이탈리아 국가대표팀 일원으로 1926년부터 1927년까지 4번의 경기에 출전했다. 그는 7월 18일에 아우구스토 랑고네 감독의 지휘 하에 국가대표팀 3-5로 패한 스웨덴전에서 국가대표 신고식을 치렀다. 그는 이탈리아 국가대표팀 2군 일원으로는 1926년부터 1927년까지 2경기 출전했다. 그가 국가대표팀에서 거둔 최대 성과는 나중에 우승을 거둔 1927-30년 중앙 유럽 선수권 대회에서 이탈리아의 처음 2경기에 출전한 것이었다.

## 감독 경력
무네라티는 은퇴한 후 1940년대에 유벤투스에 감독으로서 복귀했다. 그는 1940년부터 1942년까지 소속 구단을 지휘했다.

## 경기 방식
다재다능한 무네라티는 주력, 운동신경, 기술력, 공배급 정확성, 그리고 득점을 창출하고 마무리할 능력을 장점으로 삼아 공격 성향의 우측 측면 공격수로 활약했다. 그는 페널티 구역에서의 득점 기회 포착, 골냄새를 맡는 능력으로 스트라이커 혹은 중앙 공격수로도 활약할 수 있었으며, 공격적으로 쇄도해 정확히 머리로 공을 강타해 집어넣곤 했다. 그는 대게 공격형 중앙 미드필더로 배치된 적도 있다.

## 수상
유벤투스
- 세리에 A: 1925–26, 1930–31, 1931–32, 1932–33

삼피에르다레네세
- 세리에 B: 1933–34

## 국가대표팀
이탈리아
- 중부 유럽 선수권 대회: 1927-30